# Vigsø
Vigsø ist eine unbewohnte 140 ha große dänische Insel im Smålandsfarvandet (deutsch Smålandsfahrwasser) nördlich der Insel Lolland. Die Insel gehört zur Kirchspielsgemeinde (dän.: Sogn) Vigsnæs Sogn, die bis zur dänischen Kommunalreform von 1970 zur Harde Musse Herred im damaligen Maribo Amt gehörte, danach zur Sakskøbing Kommune im damaligen Storstrøms Amt, die mit der nächsten dänischen Kommunalreform 2007 in der Guldborgsund Kommune in der Region Sjælland aufging. Die Insel ist seit 1983 Wildschutzgebiet, das Betreten ist verboten. Auf der Insel liegt ein Dolmen.